# Dolichoderus clarki
Dolichoderus clarki är en myrart som beskrevs av Wheeler 1935. Dolichoderus clarki ingår i släktet Dolichoderus och familjen myror. Inga underarter finns listade i Catalogue of Life.